# Podhale

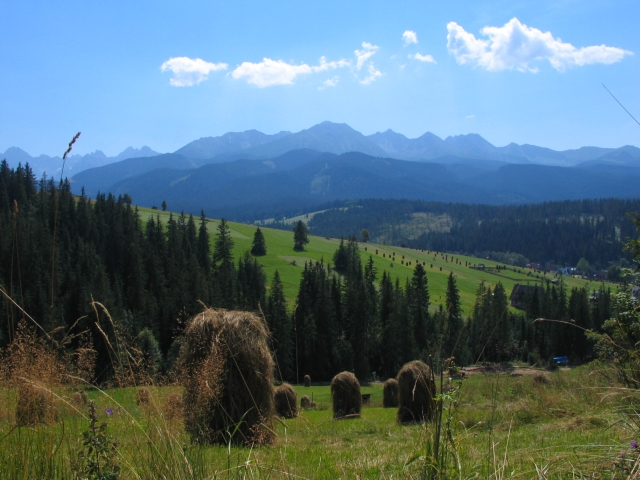
Podhale

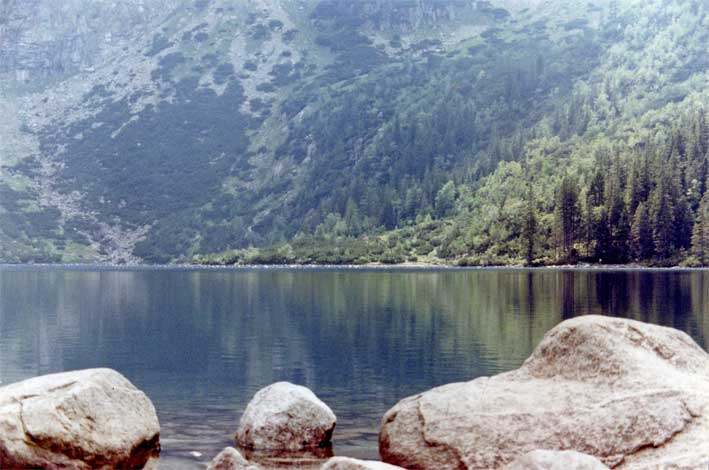
Morskie-Oko (het Oog van de Zee)

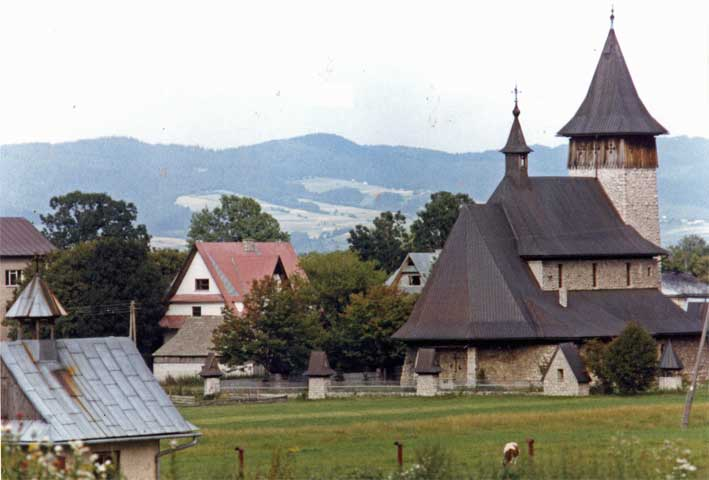
Bukowina Tatrzańska

Podhale is de streek aan de voet van de Tatra in het zuiden van Polen rondom Zakopane. Een hal is een hoog gelegen bergweide, pod betekent onder. Letterlijk betekent het dus de streek aan de voet van de bergen.
Naast dat de streek een bekend Pools wintersportgebied is, met Zakopane als toeristisch centrum, valt deze streek om andere redenen op.
De bewoners, de góraly of bergbewoners, hechten sterk aan tradities, cultuur en hun eigen traditionele muziek. De Podhale-dialecten wijken wat af van het standaard Pools en vertonen sterke overeenkomsten met het Slowaaks.
's Zomers komen veel toeristen voor wandelsport in de bergen, of om per vlot de rivier de Dunajec af te varen. Een bijzonder doel van vele toeristen is Morskie Oko, het hoogste meer (1404 m) in Polen aan de voet van de Rysy, de hoogste bergtop (2499 m). 'Morskie oko' betekent 'oog van de zee'. Volgens overlevering staat dit meer in verbinding met de Oostzee.
De streek is omgeven door drie Nationale Parken:
- Gorczański Park Narodowy (even ten noorden van Nowy Targ)
- Pieniński Park Narodowy (ten oosten van de streek, aan de grens met Slowakije en naast de rivier Dunajec)
- Tatrzański Park Narodowy (zuidelijk van de streek aan de grens met Slowakije, een grensoverschrijdend park)

Enkele noemenswaardige plaatsen in deze streek zijn Chochołów, een dorp met alleen houten huizen, en Nowy Targ, een provinciestadje en marktcentrum van de Podhale. Andere plaatsen zijn Białka Tatrzańska, Bukowina Tatrzańska, Poronin en Gliczarów Górny